# Joseph Joachim Edlinger
Joseph Joachim Edlinger (Praga, 7 marzo 1693 – Praga, 30 maggio 1748) è stato un liutaio ceco.

## Biografia
Discendente da una famiglia di liutai, nacque a Praga dove intraprese l'attività di liutaio nella bottega del padre, Thomas Edlinger II. Continuò l'apprendistato in Italia, viaggiando e lavorando a Bologna, Cremona, Napoli, Venezia e Roma.
Rientrò a Praga nel 1728 e si stabilì nel Piccolo Quartiere, dove riprese a lavorare alle dipendenze del padre. Successivamente alla morte di Thomas, avvenuta nel 1729, ereditò la bottega in Spornergasse proseguendone l'attività.
Si dedicò alla costruzione di violini e prevalentemente alla costruzione e al restauro di liuti. I suoi violini, probabilmente grazie alle competenze acquisite in Italia, denotano una tecnica superiore a quella del padre. La sua produzione contribuì in maniera significativa a rendere popolare anche all'estero la scuola di liuteria di Praga, di cui è talvolta considerato il fondatore. Nell'ambito dei liuti la sua produzione fu talmente vasta che lo portò a ricorrere a etichette stampate per firmare i suoi lavori, cosa rara per l'epoca. Il suo operato influenzò i contemporanei in maniera significativa.
Morì nel 1748 celibe. I suoi beni furono ereditati dalle sorelle Therese e Anna Perlocher, mentre lasciò in eredità la bottega, i suoi attrezzi e una somma di denaro a Josef Michl, figlio della sua domestica, con l'auspicio che intraprendesse l'attività di liutaio. Venne sepolto nella chiesa di San Giovanni sulla Roccia.